# Balou Star
Balou Star (né le 28 mars 2005) est un étalon de robe bai foncé, issu du stud-book de l'Oldenbourg, et monté en saut d'obstacles (CSO). C'est un fils de Balou du Rouet, et donc petit-fils du célèbre Baloubet du Rouet.

## Histoire
Il naît le 28 mars 2005 à l'élevage de Hans-Otto No, en Allemagne. Il décroche le Grand Prix des Talents du Saut Hermès en 2016, puis est sacré champion d'Europe par équipe en section jeunes cavaliers en 2017 à Šamorín, avec la jeune cavalière britannique Millie Allen. 
En janvier 2018, il rejoint les écuries de Pius Schwizer, en Suisse,. Un an plus tard, en janvier 2019, il quitte les écuries de la britannique Millie Allen pour rejoindre la France, où il est monté par la jeune cavalière Mégane Moissonnier,.

## Description
Balou Star est un étalon de robe bai foncé, inscrit au stud-book de l'Oldenbourg. Il mesure 1,60 m.

## Origines
Balou Star est un fils de l'étalon Oldenbourg Balou du Rouet et de la jument Zangersheide Quenada Z, par Quick Star

## Descendance
Il devient disponible à la reproduction en France en 2017. En 2019, il est stationné au Haras de Numénor, à Lent. 